# Live at Montreux 2005
Live at Montreux 2005 es un álbum en vivo del cantante estadounidense Alice Cooper, lanzado en el año 2006.
Este álbum se compone de un combo de CD y DVD con material fue grabado en el Festival de Jazz de Montreux en Suiza.

## Canciones

### DVD
1. "Department of Youth"
2. "No More Mr. Nice Guy"
3. "Dirty Diamonds"
4. "Billion Dollar Babies"
5. "Be My Lover"
6. "Lost in America"
7. "I Never Cry"
8. "Woman of Mass Distraction"
9. "I'm Eighteen"
10. "Between High School and The Old School"
11. "What Do You Want From Me?"
12. "Is it My Body?"
13. "Go to Hell"
14. "The Black Widow
15. "Gimme"
16. "Feed My Frankenstein"
17. "Welcome To My Nightmare"
18. "The Awakening"
19. "Steven"
20. "Only Women Bleed"
21. "Ballad of Dwight Fry"
22. "Killer"
23. "I Love the Dead"
24. "School's Out"
25. "Poison"
26. "Wish I Were Born in Beverly Hills"
27. "Under My Wheels"

### CD
1. "Department of Youth" – 2:40
2. "No More Mr. Nice Guy" – 3:04
3. "Dirty Diamonds" - – 3:43
4. "Billion Dollar Babies" – 3:25
5. "Be My Lover" – 3:17
6. "Lost in America" – 4:21
7. "I Never Cry" – 2:45
8. "Woman of Mass Distraction" – 3:46
9. "I'm Eighteen" – 4:11
10. "Between High School and Old School" – 2:53
11. "What Do You Want From Me?" – 3:16
12. "Is it My Body?" – 2:51
13. "Gimme" – 2:57
14. "Feed My Frankenstein" – 3:38
15. "Welcome To My Nightmare" – 2:35
16. "School's Out" – 4:36
17. "Poison" – 4:42
18. "Wish I Were Born in Beverly Hills" – 3:11
19. "Under My Wheels" – 4:12